# The Enemy Inside
"The Enemy Inside"는 프로그레시브 메탈 밴드인 드림 시어터의 12번째 앨범의 첫번째 싱글 앨범이다. 첫 공개는 2013년 8월 3일 밴드의 공식 페이스북에서 하였으며, 8월 5일 USA Today에 스트리밍을 공개하였다. 곡의 가사 - 유튜브를 붙인 유튜브 비디오는 그 후에 올라왔다.
뮤직 비디오는 외상 후 스트레스 장애을 가진 베트남 전 참전 군인을 그리고 있으며, 드림 시어터 밴드의 구성원이 처음으로 나오지 않은 뮤직 비디오이다.
이 싱글은 2013년 12월 6일 그래미 상의 최고의 메탈 퍼포먼스 부분에 노미네이트되었지만, 블랙 사바스의 "God Is Dead?"에 상을 놓치게 된다

## 트랙 목록
| #  | 제목                 | 재생 시간 |
| -- | -------------------- | --------- |
| 1. | 〈The Enemy Inside〉 | 6:17      |

## Save A Warrior
During filming the music video to "The Enemy Inside" 뮤직 비디오를 찍으면서, 드림 시어터 측에서 전쟁때 참전한 군인들 중 외상후 스트레스 장애를 가진 사람들을 보호하고, 그리고 이들을 돕는 Save A Warrior 단체와 연락하였으며, 이 앨범이 나오는 달 서로 밀접하게 일을 하였다.

## 구성원
- 제임스 라브리에 - 리드 보컬
- 존 페트루치 - 기타, 백킹 보컬, 프로듀서
- 조던 루디스 - 키보드
- 존 명 - 베이스
- 마이크 포트노이 - 드럼, 타악기